# Старе озеро
Старе́ о́зеро, також Тузла́ (крим. Tuzla gölü, Тузла голю) — солоне озеро, розташоване на території Красноперекопської міськради. Площа водного дзеркала — 12,2 км². Тип загальної мінералізації — солоне. Походження — лиманове. Група гідрологічного режиму — безстічне.

## Географія
Входить до Перекопської групи озер. Довжина — 6 км. Ширина середня — 2 км, найбільша — 2,5 км. Глибина середня — 1,5 м, найбільша — 3 м. Висота над рівнем моря — -3,9 м. Використовується в якості накопичувача сировини (східний відсік) і відходів хімвиробництва (західний відсік) Перекопського бромного заводу. Найближчі населені пункти: Красноперекопськ і село Почетне розташовані безпосередньо на березі, Таврійське і Совхозне — на захід і південний захід від озера.
Озеро має неправильну довгасто-овальну форму, витягнуте в напрямку з північного сходу на південний захід. Південна частина улоговини звужена, північна розширена. Загальна площа водозбору озера 37,2 км². На півночі до озера примикає канал, звідки надходять дренажні води. Також на півночі розташовані очеретяні зарості. Майже вся берегова лінія озера стрімчаста: без пляжів на півночі, з пляжами на півдні. Озеро розділене земляною дамбою на два водоймища: західне і східне.
У товщі донних відкладень Старого озера залягають поклади кухонної солі сірого кольору у вигляді окремих лінз. Кореневий поклад кухонної солі складається з окремих сольових прошарків різної потужності, які чергуються з темно-сірим мулом. Середня концентрація солей розсолу озера сягає 22-23 ‰. У листопаді 1955 року було взято проби солей і їх питома вага становила 1,214. Вміст солей (у вагових %) NaCl 14,64, MgCl2 9,24, CaCl2 1,63, CaSO4 0,10, Ca(HCO3)2 0,005, їх загальна сума 25,60. MgSO4/MgCl2 0,17. В озері до кінця літа відбувається кристалізація хлористого натрію, а в окремі роки хлористий магній переходить в тверду фазу в формі бішофіту MgCl2·6(H2O).
На південний захід від озера розташована залізниця Джанкой-Херсон і магістральна дорога М-24 Е-97.
Середньорічна кількість опадів — менше 400 мм. Живлення: сировина і відходи Перекопського бромного заводу, підземні води Причорноморського артезіанського басейну, дренажні води.